# Sojek
Sojek este o localitate din comuna Slovenske Konjice, Slovenia, cu o populație de 94 de locuitori.